# András Mihály
Dans le nom hongrois Mihály András, le nom de famille précède le prénom, mais cet article utilise l’ordre habituel en français András Mihály, où le prénom précède le nom.
András Mihály [ˈɒndraːʃ ˈmihaːj] (Budapest, 6 novembre 1917 – Budapest, 19 septembre 1993) est un compositeur hongrois.

## Biographie
Mihály étudie au Conservatoire de Budapest avec Adolf Schiffer (violoncelle) ; la musique de chambre avec Leó Weiner et Imre Waldbauer et la composition en leçons privées avec Pál Kadosa et Istvan Strasser. En 1946, il est violoncelle solo de l'Opéra d'État et en 1950, professeur de musique de chambre au Conservatoire. Il est ensuite conseiller musical pour la radio (1962–1978). En 1967, il fonde l'ensemble de chambre de Budapest, consacré au répertoire de la musique contemporaine et de 1978 à 1987, il est directeur de l'opéra de Budapest.
Mihály a composé un opéra (Együtt és egyedül [Ensemble et seul], 1965–66), trois symphonies (la dernière 1962), des concertos, un pour violoncelle (1963), un pour violon, un pour piano (1954), une fantaisie pour quintette à vents et orchestre (1955), Monodia pour orchestre (1970), des œuvres de chambre, des pièces pour piano, de la musique chorale et des Lieder.